# Oradis
Oradis is een geslacht van vliesvleugeligen uit de familie Eulophidae. De wetenschappelijke naam van dit geslacht is voor het eerst geldig gepubliceerd in 2002 door Hansson.

## Soorten
Het geslacht Oradis omvat de volgende soorten:
- Oradis phaeomeles Hansson, 2002
- Oradis selva Hansson, 2002